# دامون خانجان‌زاده
دامون خانجان‌زاده (زادهٔ ۱۰ شهریور ۱۳۵۴، تهران) طراح گرافیک، تایپوگرافی و طراح فونت ایرانی است.

## زندگی‌نامه
دامون اوایل فعالیتش در یک تابلوسازی حروف شبرنگی را برش می‌داد و می‌چسباند. به‌خاطر علاقهٔ شدید به حروف و خط، عضو انجمن خوشنویسان ایران شد و زیر نظر عبدالله فرادی مدرک ممتاز خط را کسب کرد.
او که از دبیرستان اخراج شده بود در نهایت توانست دیپلم را بگیرد و وارد دانشکدهٔ هنرهای زیبا در رشتهٔ گرافیک شد.
وی دانش‌آموختهٔ کارشناسی رشتهٔ ارتباط تصویری (گرافیک) از دانشکدهٔ هنرهای زیبای دانشگاه تهران و کارشناسی ارشد طراحی گرافیک در دانشگاه هنر تهران است.
آثار وی تاکنون در بسیاری از نمایشگاه‌های انفرادی و گروهی و دوسالانه‌های معتبر داخلی و خارجی به نمایش درآمده است. وی همچنین جوایز متعددی نیز در رقابت‌های مختلف داخل و خارج ایران از جمله در هفتمین دوسالانه گرافیک تهران و نهمین دوسالانه پوستر تهران و سومین بینال تایپوگرافی شارجه را به خود اختصاص داده‌است.
وی علاوه بر فعالیت‌های حرفه‌ای در زمینه طراحی گرافیک و طراحی چند فونت و برگزاری سخنرانی‌های متعدد و کارگاه‌های تایپوگرافی، به تدریس در هنرستان هنرهای زیبا، مدرسه گرافیک ویژه و دانشگاه سوره و نیز تعدادی از دانشکده‌ها و هنرکده‌های هنر مشغول می‌باشد.

## قلم دیبا

تایپ فیس دیبا

دیبا یک قلم هندسی (geometric font) سنگین‌وزن است که دامون خانجان‌زاده آن را به‌مناسبت به‌دنیا آمدن دخترش «دیبا» و با هدف حمایت از کودکان مبتلا به سرطان تحت حمایت مؤسسهٔ محک طراحی شده‌است. این فونت در سایت محک به فروش می‌رسد و درآمد حاصل از آن به کودکان تحت حمایت محک می‌رسد.

## کمپین قلم فارسی آزاد و حواشی آن
در سال ۱۳۹۳ یک کمپین فارسی برای طراحی یک فونت آزاد با جمع‌آوری مبالغی که توسط کاربران و حامیان انجام می‌شد برنامه طراحی یکی فونت آزاد را توسط خانجان‌زاده اعلام کرد. علی‌رغم تمام وعده‌های تیم مربوطه این فونت هرگز نتوانست به حدقابل قبول و انتشار و استفاده ای برسد ضمن این که برخی از حامیان آن نیز با زیر سؤال بردن تیم آن انتقاداتی را به آن وارد کردند. سرانجام بهروز عابدی با اعلام اینکه این فونت تمام شده و انتشار یافته گزارشاتی را در این موضوع داد که مجدداً سوالاتی را توسط کاربران برانگیخت. عدم همکاری خانجان‌زاده و ابهاماتی در این موضوع نیز درباره این فونت مطرح شد.

## نشانه تهران امروز

نشانه تهران امروز

نخستین‌بار، هفته‌نامه پرتو سخن (نزدیک به مصباح یزدی)، در یادداشتی مدعی شد که لوگوی روزنامهُ تهران امروز شبیه «یک زن رقاص» است. این نشریه گفت «حروف کلمه امروز در لوگوی روزنامه «تهران امروز» همراه با تغییرات معنادار به‌گونه‌ای روی هم سوار شده‌اند که شکل زنی را در حال رقص به خود گرفته‌است.»
همچنین محمد علی رامین در جلسه کمیسیون فرهنگی مجلس شورای اسلامی مورخ ۱۱ اسفند ۱۳۸۸ حاضر شد و در آنجا مدعی شد که لوگوی روزنامه تهران نشان‌دهندهٔ «رقص باله» و از مصادیق «جنگ نرم» است.

## آثار
- طراحی تایپ‌فیس ویژه[۱۱]
- طراحی تایپ‌فیس انتشارات مشکی
- طراحی تایپ‌فیس دیبا
- طراحی تایپ‌فیس چیستا
- طراحی تایپ‌فیس نشر کارنامه[۱۲]
- طراحی نشانهٔ روزنامهٔ تهران امروز
- طراحی تایپ‌فیس کارا برای همکاران سیستم[۱۳]
- طراحی تایپ‌فیس پست ایران
- طراحی تایپ‌فیس بانک کارآفرین
- طراحی تایپ‌فیس برند چرم درسا
- طراحی تایپ‌فیس موزهٔ هنرهای معاصر
- طراحی تایپ‌فیس فرانکلین برای انتشارات علمی، فرهنگی
- طراحی نشانهٔ خودروی کوییک

## فعالیت‌ها[۲]
- عضو هیئت داوران اولین دورهٔ دوسالانه طراحی حروف بین‌المللی، تهران
- عضو هیئت داوران پنجمین دورهٔ سرو نقره ای در بخش طراحی حروف، تهران، ۱۳۹۶
- عضو هیئت داوران هفتمین دورهٔ مسابقات بین‌المللی طراحی حروف - بخش غیر لاتین گرانشان ارمنستان
- عضو هیئت داوران هشتمین دورهٔ مسابقات بین‌المللی طراحی حروف - بخش غیر لاتین گرانشان ارمنستان[۱۴]
- عضو هیئت داوران نهمین دورهٔ مسابقات بین‌المللی طراحی حروف - بخش غیر لاتین گرانشان ارمنستان
- آموزش طراحی تایپ‌فیس در دانشگاه هنر سورهٔ تهران
- آموزش طراحی تایپ‌فیس در هنرستان هنرهای زیبای پسران تهران
- آموزش طراحی حروف در مدرسهٔ ارتباطات ویژه

## افتخارات و جایزه‌ها[۲]
- برگزیدهٔ بخش نشانه از هفتمین دوسالانهٔ گرافیک ایران، ۱۳۸۰
- جایزهٔ بهترین پوستر رئیس دوسالانه از نهمین دوسالانهٔ گرافیک ایران، ۱۳۸۶
- جایزهٔ برگزیدهٔ نقاشی خط از دومین دوسالانهٔ خط شارجه
- جایزهٔ اول طراحی فونت از دومین نمایشگاه سرو نقره‌ای، ۱۳۹۰
- جایزه تقدیر بخش نشانه از پنجمین دوسالانهٔ سرو نقره‌ای، ۱۳۹۶
- جایزه کلوپ طراحان تایپ آمریکا در ۶۸ مین دوره[۱۵]